# Oedignatha mogamoga
Oedignatha mogamoga là một loài nhện trong họ Corinnidae.
Loài này thuộc chi Oedignatha. Oedignatha mogamoga được Brian John Marples miêu tả năm 1955.